# Glock 31
Le Glock 31 est un pistolet ; c'est la version en .357 SIG du Glock 22.  

## Identification
L'arme est de couleur noire mate (ou avec carcasse vert olive pour le marché US seulement). Le G31 possède des rayures de maintien  placées à l'avant et à l'arrière de la crosse,  un pontet rectangulaire se terminant en pointe sur sa partie basse et à l'avant, hausse et mire fixe. On trouve le marquage du modèle à l'avant gauche du canon. Les rainures sur la crosse ainsi que les différents rails en dessous du canon pour y positionner une lampe sont de série, de même qu'un rail au standard "Picatinny" cranté sur toute la longueur et d'un bouton de déverrouillage du chargeur ambidextre.
Le G31C est muni d'un canon intégrant des trous d'évents pour compenser le recul du pistolet.

## Technique
- Fonctionnement : Safe Action
- Munition :	.357 SIG (facilement convertissable en .40 S&W)
- Longueur totale :	186 mm
- Longueur du canon :	114 mm
- Capacité du chargeur : 10/15/17 cartouches
- Masse de l'arme sans chargeur : 	
  - G31  : 660 g
  - G31C : 655 g
- Masse de l'arme avec un chargeur plein : 
  - G31  : 940 g
  - G31C : 935 g

## Diffusion
- Algérie
- États-Unis